# Goniothalamus rhynchantherus
Goniothalamus rhynchantherus là một loài thực vật thuộc họ Annonaceae. Đây là loài đặc hữu của Ấn Độ. Chúng hiện đang bị đe dọa vì mất môi trường sống.